# Philippe van Arnhem
Philippe van Arnhem (* 24. srpna 1996, Waalwijk, Nizozemsko) je nizozemský fotbalový záložník, od ledna 2018 hráč klubu FK AS Trenčín.

## Klubová kariéra
- RKC Waalwijk (mládež)
- RJO Willem II/RKC (mládež)
- RKC Waalwijk 2014–2018
- FK AS Trenčín 2018–

Philippe van Arnhem fotbalově vyrůstal v klubu RKC Waalwijk, jehož mládežnické týmy se později sloučily s těmi z klubu Willem II Tilburg do akademie RJO Willem II/RKC. V A-týmu RKC Waalwijk debutoval v srpnu 2014.
V lednu 2018 přestoupil do slovenského prvoligového mužstva FK AS Trenčín, kde podepsal víceletou smlouvu. Zde se setkal se svými bývalými spoluhráči z RKC Desleyem Ubbinkem a Jamesem Lawrencem.